# Cruz Ángel Gallastegi Unamuno
Cruz Ángel Gallastegi Unamuno (Bergara, 3 de maig de 1891 - Pontevedra, 7 de juny de 1960) va ser un enginyer agrònom, genetista de plantes i veterinari, pioner en experimentar amb blat de moro híbrid a Europa, que va treballar intensament per millorar i modernitzar l'agricultura i ramaderia gallega.

## Formació
Va estudiar el batxillerat a Bilbao i, animat pel seu pare, va cursar estudis a Llemotges, a França. Posteriorment, a partir de 1914 feu estudis d'Agronomia a la Reial Escola Superior d'Agricultura, que més enfdavant seria universitat, de Hohenheim, a prop de Stuttgart. Amplia els seus coneixements a Suècia, Noruega i Dinamarca. El 1917 coneix a Juan López Suárez (Joan de Forcados) que el convenç per anar als Estats Units, on s'especialitza en la millora genètica vegetal amb una beca d'estudis de la Junta d'Ampliació d'Estudis (JAE). Allà treballa amb el futur Premi Nobel Thomas Hunt Morgan a la Universitat de Colúmbia. De 1917 a 1918 estudia a Harvard genètica vegetal, amb Edward Murray East, i genètica animal, amb William E. Castle. Els coneixements i experiències realitzades amb el blat de moro son els que el porten a l'any següent a Connecticut, on treballa amb Dennis Feltham Jones en la producció de l'híbrid doble de la dacsa. En aquesta època, participa com a secretari de la missió espanyola a la I Conferència Internacional de Treball, celebrada a Washington DC a la tardor de 1919. De 1920 a 1921 resideix a Mèxic. Després de viatjar a Mèxic, país en el qual va dirigir la plantació del seu oncle Teodoro Gallástegui, i especialitzar-se a les millors universitats d'Europa i els Estats Units en genètica vegetal, estudiant amb els millors especialistes del món, va tornar dels EUA a Galícia.

## La "Missió biològica de Galícia"
Tornat a Espanya, viatja a Madrid, on s'entrevista amb Ramón y Cajal i amb José Castillejo Duarte per promocionar davant la Junta d'Ampliació d'Estudis la creació, a Galícia, d'un centre d'investigació biològica per al desenvolupament agrícola. En aquell moment, el 1921 la Junta per a Ampliació d'Estudis i Investigacions Científica (JAE) creava a l'Escola de Veterinària a Santiago la Misión Biológica de Galicia, i Ramón y Cajal li ofereix la direcció d'aquest organisme per ser, malgrat la seva joventut, pel seu prestigi com a genetista: intel·ligent, compromès i viatjat. La Missió Biològica de Galícia tenia com 'missió' transferir els seus avenços en recerca als camperols i va aconseguir amb la creació d'Sindicat de Productors de llavors, creat el 1930 pel mateix Gallástegui i Daniel de la Sota.
El 1924, amenaçada l'existència de la Missió per la dictadura de Primo de Rivera, Gallastegui i altres personatges van davant Daniel de La Sota, en aquell temps governador de Pontevedra, qui instal·la provisionalment la Missió en locals provincials i posteriorment compra el Pazo de Carballeira de Gandarón, on s'instal·la definitivament la Missió. L'escola ha format diverses generacions d'investigadors. La tasca de Gallastegui s'amplia a gran quantitat de publicacions de caràcter científic, així com col·laboracions en les més importants revistes especialitzades. En 1930 funda amb Daniel de La Sota el Sindicat de Productors de Llavors. Va participar en nombrosos congressos internacionals. La seva important obra, si bé en part desconeguda, ha estat elogiada pels especialistes.
El 1939, la Missió va passar a mans del Consell Superior d'Investigacions Científiques (CSIC). Va tenir diversos problemes després de la Guerra Civil Espanyola, rebent algun tipus de persecució política, sobretot per part de la premsa falangista, perquè durant la República va exercir un paper important en el Ministeri d'Agricultura, així com per la seva simpatia i proximitat amb la causa gallega.

## Vida personal i compromís amb la cultura gallega
El 1923 es va llicenciar com Veterinari a Santiago de Compostel·la. I el maig de 1924, amb 33 anys, es va casar amb Luisa Fraiz Vázquez, filla d'Elisa Vázquez Tafall vídua de Sedó, amb qui va tenir dos fills, Lourdes i Juan Antonio.
Cercant el renaixement cultural de Galícia, va ser membre del Seminari d'Estudis Gallecs, i també membre de l'associació cultural «Labor Galeguista de Pontevedra».
A més de l'euskera natiu, parlava castellà, francès, alemany, anglès, gallec i italià. Amb la seva formació altament especialitzada, va participar en moltes conferències internacionals, al costat dels millors genetistes del món. Es va convertir en un excel·lent divulgador agrícola i va saber transmetre ciència i tecnologia, sempre basant-se en el seu treball de camp i al laboratori.
Després d'una llarga malaltia, va morir a Pontevedra el 7 de juny de 1960.